# Lucien Le Cam
 (mai 2021).
Si vous disposez d'ouvrages ou d'articles de référence ou si vous connaissez des sites web de qualité traitant du thème abordé ici, merci de compléter l'article en donnant les références utiles à sa vérifiabilité et en les liant à la section « Notes et références ».
Pour les articles homonymes, voir Le Cam.
Lucien Marie Le Cam, né le 18 novembre 1924 à Croze (Creuse) et mort le 24 avril 2000, est un mathématicien, l'une des figures majeures de la modernisation de la statistique.

## Biographie
Mathématicien de formation, Lucien Le Cam obtient une licence ès sciences de la Faculté des sciences de Paris en 1947 et est employé comme statisticien à Électricité de France jusqu'en 1950. À cette date, il quitte la France pour préparer son doctorat à l'Université de Californie à Berkeley où il travaille comme chargé de cours en mathématiques jusqu'à l'obtention de son diplôme en 1952. Il y est alors recruté comme professeur adjoint en 1953, puis comme professeur agrégé en 1958, avant d'être nommé professeur titulaire de statistique en 1960. Il y travaille jusqu'à son admission à l'éméritat en 1991.
En 1964, il publie son ouvrage de référence : Asymptotic methods in statistical decision theory.
Il est élu membre de l'Académie américaine des arts et des sciences en 1976, membre associé de l'Association américaine pour l'avancement de la science en 1977 et membre de la New York Academy of Sciences en 1982.